# Новодонецкое (Волновахский район)
Новодонецкое (укр. Новодонецьке) — посёлок в Старомлыновской сельской общине Волновахского района Донецкой области Украины.

## Общие сведения
Население по переписи 2001 года составляло 327 человек. Почтовый индекс — 85561. Телефонный код — 6243.